# Clariola cyaneithorax
Clariola cyaneithorax är en tvåvingeart som beskrevs av Meijere 1913. Clariola cyaneithorax ingår i släktet Clariola och familjen rovflugor. Inga underarter finns listade i Catalogue of Life.